# Oxyrrhynchium laxirete
Oxyrrhynchium laxirete là một loài Rêu trong họ Brachytheciaceae. Loài này được (Broth.) Broth. mô tả khoa học đầu tiên năm 1925.